# Cula Cioabă-Chintescu
Cula Cioabă-Chintescu este o culă oltenească, una dintre puținele care încă mai dăinuie și în prezent. Începerea construcției sale a fost începută în anul 1818 de boiernașul Răducan Cioabă, iar după moartea acestuia lucrările au fost terminate de soția sa, Zoița, căsătorită între timp cu Marin Chintescu, un boier craiovean. De aceea cula mai poate fi identificată și sub numele de Cula Zoița. Aceasta se află în satul Șiacu, comuna Slivilești, județul Gorj. Cula este amplasată strategic pe culmea unui deal din satul Șiacu, într-un punct din care pot fi observate trei văi, a Trestioarei, a Slivileștiului, și a Bolboșului. De-a lungul timpului cula a fost moștenită pe linie feminină până la naționalizarea acesteia în perioada comunistă. În comunism, aceasta a fost pe rând casă de oaspeți și muzeu etnografic după restaurarea din anii 60 condusă de arhitectul Iancu Atanasescu. După 1990 cula a fost jefuită și a intrat într-un proces de degradare. În anul 2020, asociația Ambulanța pentru Monumente a inițiat punerea în siguranță a construcției prin realizarea unui nou acoperiș din șiță de brad.